# Rodovia dos Bandeirantes
A Rodovia dos Bandeirantes (SP-348) é uma rodovia do estado de São Paulo, Brasil. Ela é considerada uma das mais bem conservadas rodovias do país, classificando-se na primeira posição do ranking elaborado através de pesquisa rodoviária de 2013, realizada pela Confederação Nacional do Transporte.
Possui grande importância comercial pois, em conjunto com o Rodoanel Mário Covas e a Rodovia Anchieta, atua como elo entre dois dos maiores polos de importação e exportação do país: o Aeroporto Internacional de Viracopos e o Porto de Santos. É também junto com a Rodovia Anhanguera o maior corredor financeiro do país, pois liga as duas regiões metropolitanas mais ricas do estado, e do Brasil. Além disso, possui importância turística, pois às suas margens estão instalados dois dos maiores parques temáticos do Brasil: O Hopi Hari e o Wet'n Wild.
A Rodovia dos Bandeirantes faz a ligação entre importantes municípios paulistas como São Paulo, Caieiras, Cajamar, Franco da Rocha, Jundiaí, Itupeva, Valinhos, Campinas, Hortolândia, Sumaré, Santa Bárbara d'Oeste, Limeira e Cordeirópolis. Apresenta ainda, vários postos de Serviços, como o Lago Azul, Frango Assado e da Rede Graal.

## Histórico

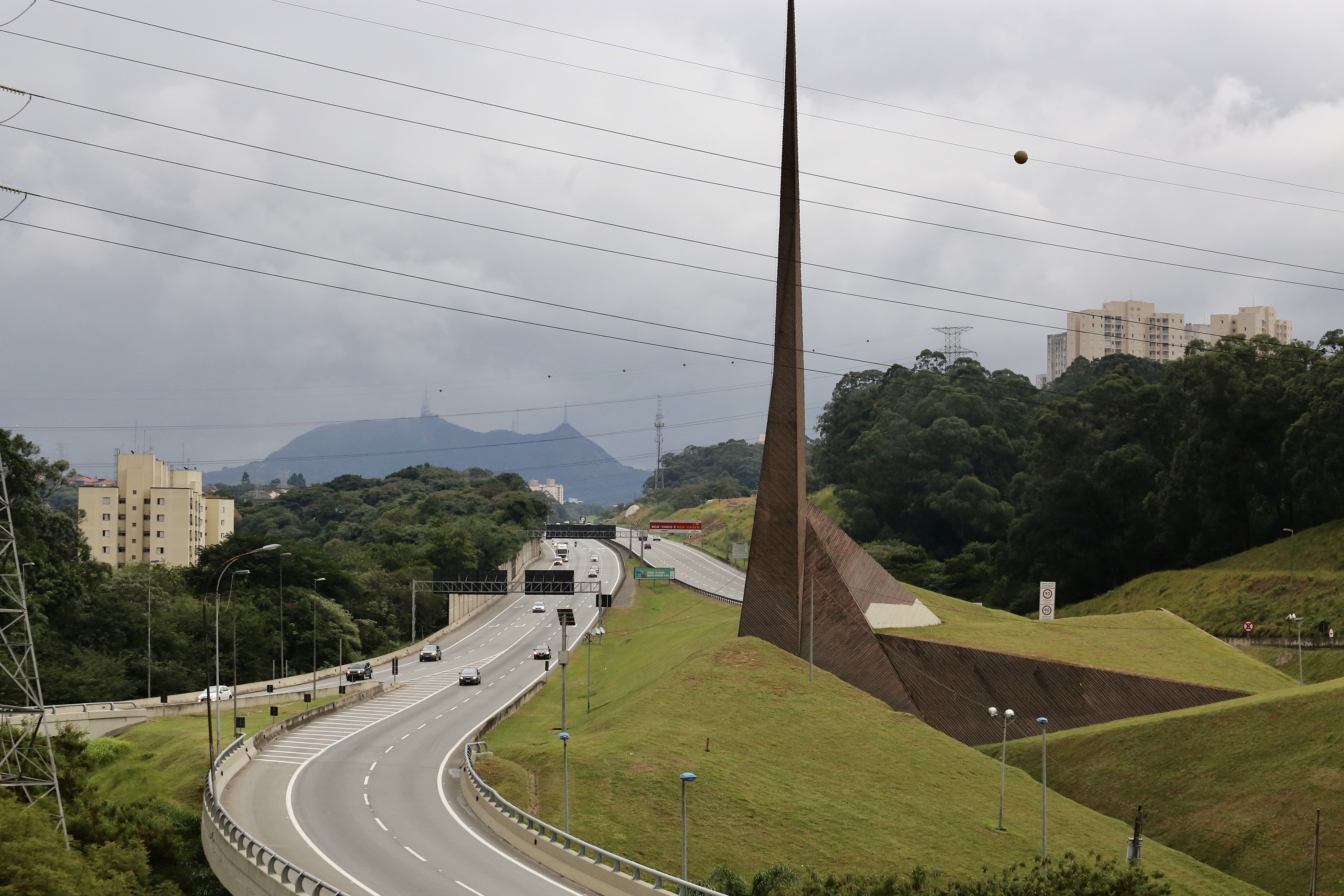
O Obelisco Diamante dos Bandeirantes, em frente à Marginal Tietê, marca o início da rodovia

A Rodovia dos Bandeirantes foi inaugurada em 28 de outubro de 1978, pelo então presidente Ernesto Geisel e pelo governador Paulo Egydio Martins. O seu nome é uma homenagem aos bandeirantes que desbravaram a América do Sul a partir do litoral paulista, justamente na mesma rota em que hoje encontra-se a via.
Quando a capacidade máxima de tráfego da Via Anhanguera foi atingida, por volta de 1960, o governo do estado decidiu construir outra rodovia com capacidade muito maior. Construída a partir de um projeto moderno (sendo uma das primeiras rodovias do país com três faixas em cada sentido; atualmente são cinco de São Paulo até Jundiaí). A rodovia liga o município de São Paulo ao município de Cordeirópolis.
Em maio de 1998, o então governador do estado de São Paulo, Mário Covas, em uma série de privatizações, transferiu a administração da rodovia para a empresa AutoBAn, da CCR. Na administração dessa empresa, a rodovia foi modernizada e estendida até o município de Cordeirópolis, num trecho adicional de 78 km, com acesso no km 168 a Rodovia Washington Luís para São Carlos e São José do Rio Preto, e com acesso no km 173 a Via Anhanguera para Araras e Ribeirão Preto.

## Ampliação da capacidade: implantação da quinta faixa

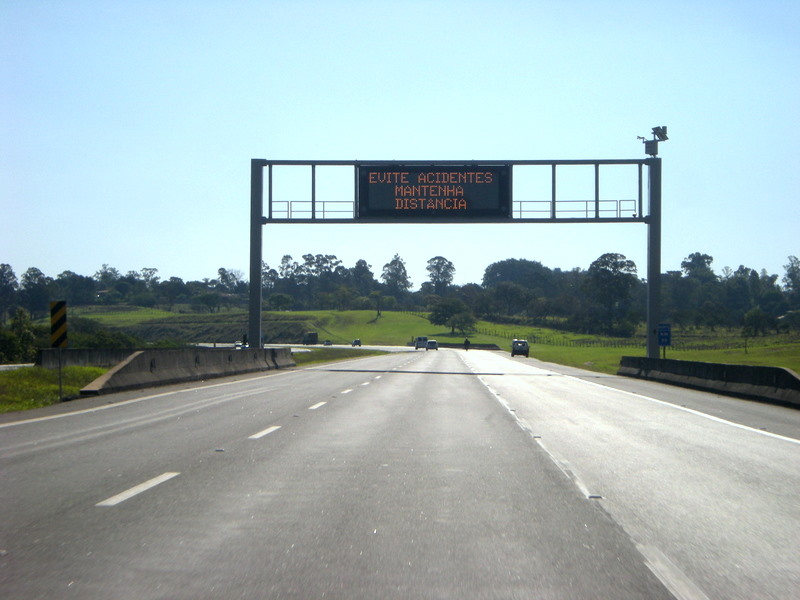
Painel rodoviário instalado na pista norte, em Jundiaí.

A Agência de Transporte do Estado de São Paulo (Artesp), uma autarquia do Governo do Estado de São Paulo, anunciou em março de 2013 um novo investimento na rodovia, a execução obras com início previsto para o mês de maio do mesmo ano. Segundo o informe, seria implantada a quinta faixa de rolamento do km 16 ao km 47 — trecho entre a capital São Paulo e a cidade de Jundiaí, no interior paulista — em um total de 62 quilômetros (sendo 31 em cada sentido).
O investimento aumentou a capacidade de tráfego na Rodovia dos Bandeirantes em 25%, em um trecho onde circulam por dia até 126 mil veículos. A conclusão das obras foi prevista para abril de 2014, com um custo orçado em 87 milhões de reais.

## Sistema Anhanguera-Bandeirantes
Em conjunto com a Rodovia Anhanguera, que possui traçado semelhante à Rod. dos Bandeirantes, forma-se o chamado Sistema Anhanguera-Bandeirantes, hoje administrado pela concessionária AutoBAn. Assim, por quaisquer das duas rodovias, o usuário paga as mesmas tarifas de pedágio, tem direito aos mesmos serviços de apoio e acessos intercalados à rodovia congruente. Assim, a pessoa que fará uma viagem de São Paulo à Limeira, pode optar seguir o trajeto integral na Rodovia dos Bandeirantes, na Rodovia Anhanguera ou parte em cada uma.
A concessionária AutoBan tem o hábito de restringir a circulação de caminhões entre os km 47 ao 11 (trecho de serra) da Rodovia dos Bandeirantes em domingos e feriados, das 14h00 às 22h00, obrigando tais veículos a seguir viagem pela Via Anhanguera.

## Municípios atendidos
| Km  | Município             | Região geográfica imediata |
| 13  | São Paulo             | São Paulo                  |
| 28  | Caieiras              | São Paulo                  |
| 37  | Cajamar               | São Paulo                  |
| 38  | Franco da Rocha       | São Paulo                  |
| 41  | Cajamar               | São Paulo                  |
| 42  | Franco da Rocha       | São Paulo                  |
| 43  | Cajamar               | São Paulo                  |
| 44  | Jundiaí               | Jundiaí                    |
| 69  | Vinhedo               | Campinas                   |
| 70  | Itupeva               | Campinas                   |
| 80  | Campinas              | Campinas                   |
| 102 | Hortolândia           | Campinas                   |
| 111 | Sumaré                | Campinas                   |
| 123 | Santa Bárbara d'Oeste | Campinas                   |
| 139 | Limeira               | Limeira                    |
| 165 | Cordeirópolis         | Limeira                    |